# Centre de culture scientifique, technique et industrielle
Ne doit pas être confondu avec Parc de loisirs.

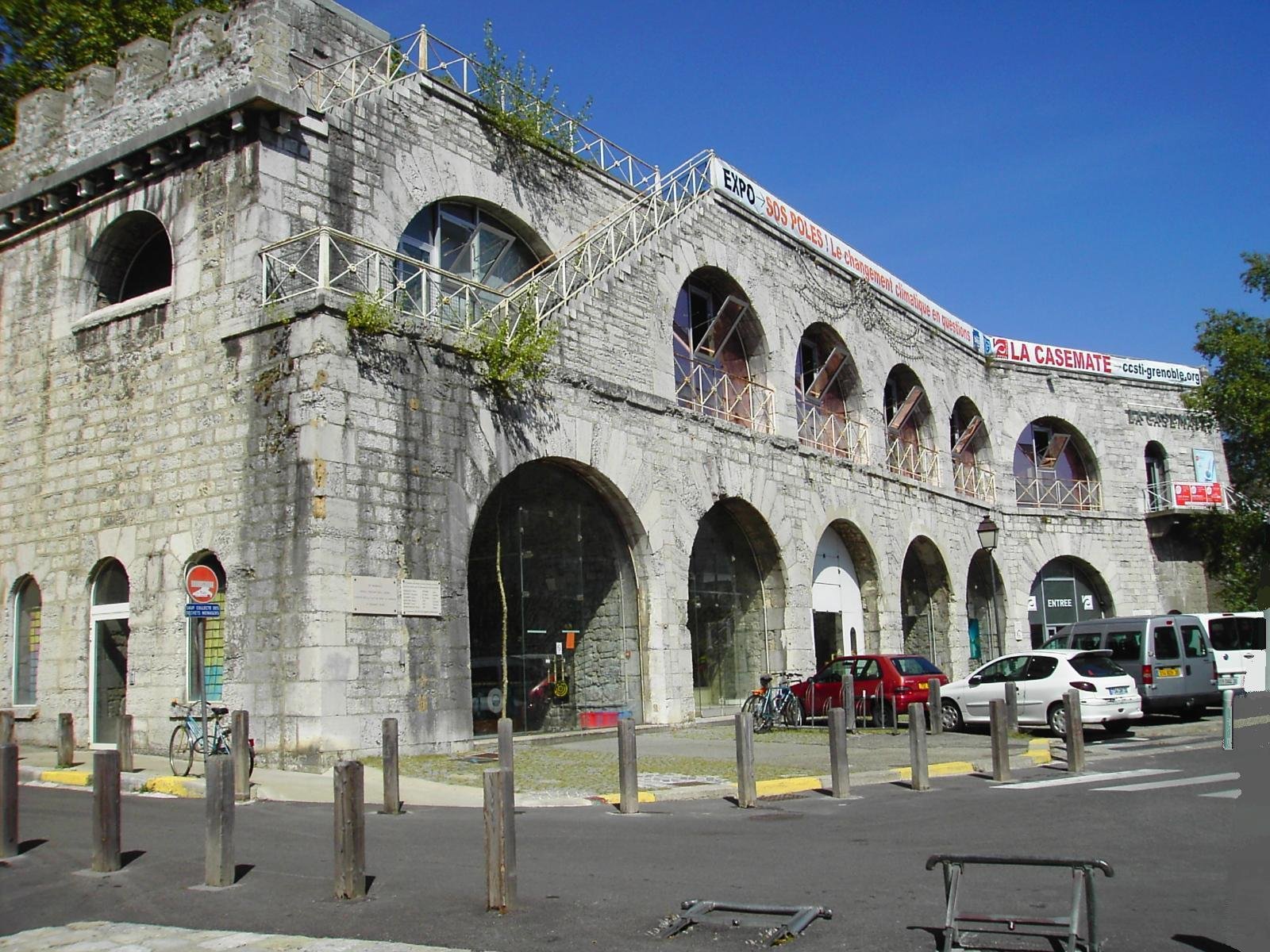
Le centre de culture scientifique, technique et industrielle de Grenoble, La Casemate.

Un centre de culture scientifique, technique et industrielle (CCSTI) est en France un lieu de médiation scientifique à destination du grand public fonctionnant dans le cadre de la charte des CCSTI, définie par l'AMCSTI et validée en 2001 par le ministère chargé de la recherche scientifique.

## Historique
L’histoire des CCSTI s’inscrit dans la continuité de la popularisation des sciences : des musées d’histoire naturelle du XVIIe siècle, à la création du premier CCSTI de France (CCSTI de Grenoble) en 1979, puis de la Cité des sciences et de l’industrie en 1986.
Ces centres naissent du besoin qu'ont les scientifiques à expliquer, à partager leur savoir. S'est imposée l'idée qu'il fallait diffuser de la culture scientifique, pour que le pays soit à même de comprendre les grand changements, et plus spécifiquement les crises majeures auxquelles il est confronté. Dans les années 70, la crise du pétrole servira d'ultime révélateur de cette nécessité. 
Les CCSTI étaient auparavant regroupés au sein d’une association nationale, la Réunion des CCSTI, qui permettait de coordonner les actions des différents centres. En parallèle et dès 1982, les porteurs de projets apprennent à se connaître et à coordonner leurs actions grâce à l’AMCSTI sous la présidence de Hubert Curien. La charte de qualité précisant leurs missions et fonctions des CCSTI est signée le 27 avril 2001 avec le Ministre de la Recherche Roger-Gérard Schwartzenberg.
En 2006, on dénombrait trente-quatre CCSTI.
Pour la première fois en 2008, le Ministère de l'Enseignement Supérieur et de la Recherche a décerné le « Label Science et culture et innovation » à 26 centres de culture scientifique, technique et industrielle (CCSTI). Délivré pour une durée maximale de 4 ans, le label « Science et Culture, Innovation » est un gage de qualité pour des structures locales répondant à trois critères. Elles animent les réseaux de culture scientifique, technique et industrielle de leur territoire, assurent un rôle de médiateur dans le dialogue science-société et s’appuient sur un système d’organisation efficace et adapté au contexte local.
En 2012 est créé le Conseil national de la Culture scientifique, technique et industrielle (CNCSTI), chargé de « l’élaboration et du suivi de la stratégie nationale de CSTI, en lien avec la stratégie nationale de recherche ». Dans ce cadre, il publie un rapport intitulé Stratégie nationale de culture scientifique, technique et industrielle (SNCSTI).

## Définition
Le sigle CCSTI ne correspond pas à un statut particulier : il peut s'agir d'une association, d'une structure municipale ou d'un service rattaché à une université ou à une grande école, etc.
Pour être déclaré CCSTI, un lieu de vulgarisation doit obéir à une charte nationale, la charte des centres de culture scientifique technique et industrielle qui les définit ainsi :
 Un CCSTI est une structure ayant pour mission de favoriser les échanges entre la communauté scientifique et le public. Cette mission s'inscrit dans une démarche de partage des savoirs, de citoyenneté active, permettant à chacun d'aborder les nouveaux enjeux liés à l'accroissement des connaissances
 Dans ce contexte, le CCSTI s'attache tout particulièrement à la mise en évidence des implications et des conséquences de cette évolution sur l'environnement du citoyen.
 Par les actions qu'il met en place, le CCSTI suscite l'émergence d'une prise de conscience individuelle, au profit d'un avenir collectif, en améliorant la connaissance de la science et de ses enjeux par les citoyens.
À ce titre, le CCSTI poursuit une approche pluridisciplinaire et transversale de la notion de science et de technique et engage des démarches de partenariat et de mise en œuvre permettant d'impliquer une multitude de publics, diversifiés dans leurs origines et leurs implantations géographiques.

## Objectifs
L'ancien site officiel des CCSTI fixait les objectifs suivants : 
- Permettre la rencontre et le dialogue des partenaires scientifiques, industriels, associatifs, culturels avec le public ;
- Développer la circulation et l'échange de l'information scientifique ;
- Susciter des initiatives et la coordination d'actions et de diffusion des connaissances scientifiques et les valoriser ;
- Favoriser la sensibilisation et la formation d'acteurs locaux à la diffusion des connaissances scientifiques ;
- Contribuer au développement de dynamiques locales à travers la mise en œuvre de nouveaux lieux de médiations ;
- Développer des actions en faveur d'une meilleure irrigation du territoire notamment auprès de zones spécifiques que constitue par exemple le milieu rural ;
- Participer au développement d'une dynamique européenne et internationale.